# Aberdeen, Washington
Aberdeen este o localitate în Comitatul Grays Harbor, Washington, Statele Unite ale Americii. 
Se află la o altitudine de 7 m deasupra nivelului mării. Are o suprafață de 32,009173 km², 12,58 milă pătratăi, 32,009185 km², 32,572957 km², 28,159834 km² și 4,413123 km². Populația este de 17.013 locuitori, determinată în 1 aprilie 2020, prin recensământ.

## Personalități născute aici
- Peter Norton (n. 1943), programator;
- Aaron Burckhard (n. 1963), muzician;
- Kurt Cobain (1967 - 1994), muzician.

1. ↑   https://www.aberdeenwa.gov/directory.aspx?eid=89, accesat în 16 mai 2024 Lipsește sau este vid: |title= (ajutor)